# Ефективност на стрелбата
Ефективност на стрелбата или действителност на огъня – условен термин обозначаващ степента на съответствие на постигнатите резултати от стрелбата спрямо поставената огнева задача. Като правило, се извежда от следните показатели:
- вероятност за поразяване на целта или математическото очакване за броя на поразените цели;
- разхода на боеприпаси за изпълнение на поставената огнева задача,
- отделеното време за изпълнение на поставената огнева задача[2].

Ефективност на стрелбата се определя от далечината на действителния огън и зависи от много параметри: скорострелността и типа на въоръжението, вида на траекторията, разстоянието до мишената, характера на въздействието на снарядите/куршумите по дадената цел, точността на стрелба на оръжието и от уменията на стрелеца. Тя се счита за висока, ако целта е поразена с малко количество боеприпаси за минимално време.

## Приложни аспекти
За осъществяване на практическата оценка на ефективността на стрелбата се въвеждат следните количествени характеристики:
- броя на попаденията за единица време;
- разход на патрон за едно попадение.

Според съвременните представи се счита, че ефективността на стрелбата се определя от огневата задача, например при водене на огън на поражение по единична жива цел вероятността за поразяване трябва да е не по-малка от 80 – 90%, при водене на огън на подавление – около 50% и безпокоящ огън – около 20%. В случай на групова цел предпочитание се отдава на математическото очакване на процента покрити цели, който при огън на поражение съставлява 50 – 60%, при огън на подавление – 20 – 30% и за безпокоящ огън – 5 – 10%.